# Zapote de Palomas
Zapote de Palomas es una localidad del estado mexicano de Guanajuato. Es parte del municipio de Salamanca.

## Demografía
| Gráfica de evolución demográfica |
|                                  |

| Censo | Población |
| ----- | --------- |
| 1950  | 181       |
| 1960  | 301       |
| 1970  | 476       |
| 1980  | 535       |
| 1990  | 900       |
| 2000  | 975       |
| 2010  | 1 108     |
| 2020  | 1 197     |